# Valores para mi País
Valores para mi País, Valores o actualmente Más Valores y +Valores, es un partido político argentino de ideología conservadora. Fue creado en 2009 por la exdiputada cristiana evangélica Cynthia Hotton. La organización es una escisión del partido político Propuesta Republicana.
Cuenta con personería política provisoria en la provincia de Buenos Aires, San Juan, y en Río Negro.

## Historia

### 2009
Inicialmente, Valores por mi País surgió como un monobloque en la Cámara de Diputados, a partir de un desprendimiento del partido Propuesta Republicana. En 2009 sería reconocido como partido político distrital.

### 2015
Cynthia Hotton el 29 de enero de 2015 inauguró "Valores por mi País" como partido nacional, en La Rural de Buenos Aires. Estuvieron presentes más de mil personas de diferentes provincias junto a varios líderes políticos que apoyaron la iniciativa.  Otros políticos como Sérgio Massa y Julio Cobos mostraron su apoyo.

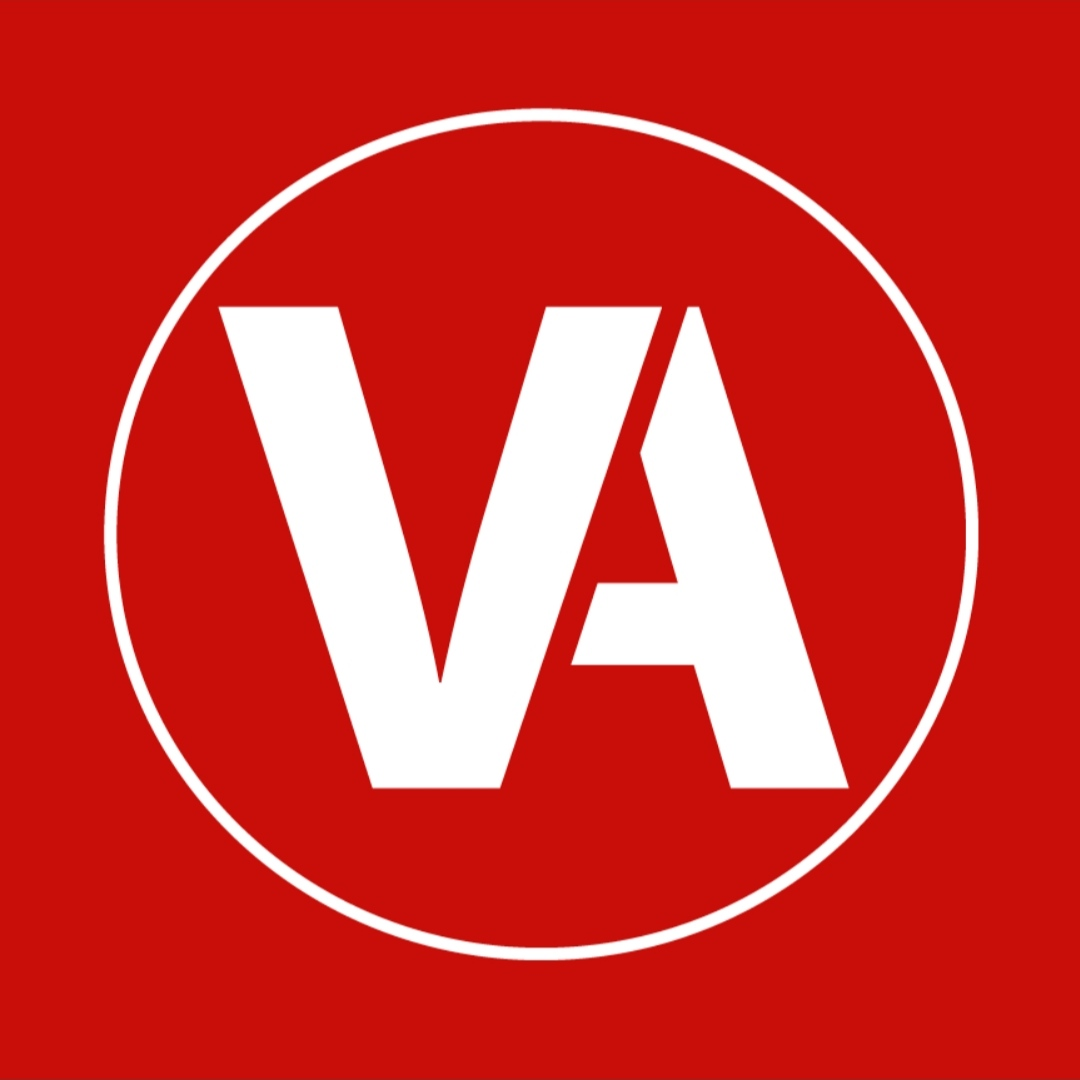

### 2019
En 2019 formó parte de la alianza de extrema derecha Frente NOS junto con el partido NOS, Fuerza Republicana, Partido Conservador Popular, etc. Clasificándose a las elecciones generales, quedando por detrás del Frente de Izquierda y de los Trabajadores.  Postuló a la vicepresidencia con Cynthia Hotton, y Juan José Gómez Centurión iría como presidente por el partido NOS. “Por razones de machismo”, como señala la presidenta del partido, luego abandonaría la coalición.

### 2021
En 2021, la líder del partido Cynthia Hotton decidió formar una alianza de derecha y extrema derecha junto con los partidos UCEDE, Partido Autonomista, Republicanos Unidos, Partido Demócrata, Partido Liberal y Avanza Libertad denominada "Frente Vamos". Valores para mi País junto al Partido Autonomista participarían juntos en la interna del mismo frente.  Al final, la alianza se disolvería por la negativa de José Antonio Romero Feris a participar en ella.
Luego, formaron una alianza de centroderecha con los partidos Partido Anticorrupción y Unión Celeste y Blanco, denominada +Valores.  Cuando pasaron las elecciones, otros partidos de derecha ofrecieron su apoyo, aunque en las elecciones generales no consiguieron ningún escaño.

### 2022
A fines de 2022, en el acto de inauguración de la calle Guevara en el Playón de Chacarita, Horacio Rodríguez Larreta presentó oficialmente a Cynthia Hotton como parte del Ejecutivo porteño, haciéndola presidir el Consejo Social, y destacó: "Defiende  el valor de la vida, de la familia, de la verdad”. Incluyendo a "+Valores" dentro de la coalición JxC y el gobierno porteño.

### 2023
Cynthia Hotton, el 4 de julio de 2023, lanzó su candidatura a vicegobernadora de la provincia de Buenos Aires. En fórmula conjuntiva con Diego Santilli.

## Ideología
La agrupación se define como de centroderecha. Los diversos medios de comunicación han posicionado a la organización entre la derecha y la extrema derecha. Ellos niegan ser de derecha y conservadores, aunque se posicionan en contra del aborto, del matrimonio igualitario, de la eutanasia y de la educación sexual integral, por lo que se les atribuyo tal calificación.

## Resultados electorales

### Elecciones presidenciales
|  | 2.62 % |

|  | 1.71 % |

|  | 11,19 % |

### Congreso Nacional
| Diputados | Diputados | Diputados | Diputados        | Diputados |
| Año       | Votos     | %         | Bancas obtenidas | Nota      |
| --------- | --------- | --------- | ---------------- | --------- |
| 2021      | 263.515   | 2,95      | 0/35             | +Valores  |

### Elecciones provinciales de la provincia de Bunos Aires
| Diputados | Diputados | Diputados       | Diputados        | Diputados |
| Año       | Votos     | %               | Bancas obtenidas | Nota      |
| --------- | --------- | --------------- | ---------------- | --------- |
| 2021      | 116.684   | \| \| 2.61 % \| | 0/20             | +Valores  |
|           | 2.61 %    |                 |                  |           |